# Яковлев, Николай Александрович
Никола́й Алекса́ндрович Я́ковлев (6 апреля 1924 года — 2 октября 1943 года) — участник Великой Отечественной войны, Герой Советского Союза (1944, посмертно), наводчик станкового пулемёта 221-го гвардейского стрелкового полка 77-й гвардейской стрелковой дивизии 61-й армии Центрального фронта, гвардии младший сержант.

## Биография
Родился 6 апреля 1924 года в деревне Сидоровское (ныне Усть-Кубинский район Вологодской области) в крестьянской семье. Русский. Член ВЛКСМ.
По окончании начальной школы, окончил школу ФЗУ в городе Сокол Вологодской области. Трудился в городе Свердловске (ныне — город Екатеринбург) на «Уралмашзаводе».
В Красную Армию призван в августе 1942 года. На фронте в Великую Отечественную войну с августа 1943 года.
Наводчик станкового пулемёта 221-го гвардейского стрелкового полка (77-я гвардейская стрелковая дивизия, 61-я армия, Центральный фронт) комсомолец гвардии младший сержант Николай Яковлев особо отличился в боях за освобождение Комаринского (ныне Брагинского района) Полесской (ныне  Гомельской области) Белоруссии.
С 28 на 29 сентября 1943 года пулемётчик Яковлев в числе первых переправился через реку Днепр в районе деревни Вялье Гомельской области Белоруссии, умело прикрывая пулемётным огнём переправу пехоты, атаковавшую траншеи неприятеля.
30 сентября 1943 года в бою за деревню Галки Гомельской области Белоруссии, гвардии младший сержант Яковлев участвовал в отражении яростных контратак противника, уничтожил около ста гитлеровцев.
19-летний пулемётчик погиб в бою 2 октября 1943 года. Похоронен в посёлке городского типа Комарин Брагинского района Гомельской области Беларуси, а после войны перезахоронен в братскую могилу в деревне Галки Брагинского района Гомельской области Беларуси. в числе трёхсот девяносто двух военнослужащих и одного партизана.
Указом Президиума Верховного Совета СССР «О присвоении звания Героя Советского Союза генералам, офицерскому, сержантскому и рядовому составу Красной Армии» от 15 января 1944 года за «образцовое выполнение боевых заданий командования по форсированию реки Днепр и проявленные при этом мужество и героизм» гвардии младшему сержанту Яковлеву Николаю Александровичу посмертно присвоено звание Героя Советского Союза.

## Награды и звания
- Герой Советского Союза (1944)
- Медаль «Золотая Звезда»
- Орден Ленина

## Память
- Имя Героя было присвоено судну Министерства речного флота, в настоящее время теплоход приписан к Вологде.
- На родине Николая Яковлева и в городе Сокол Вологодской области в память о нём установлены мемориальные доски.
- Имя Героя размещено на Аллее Славы в Комарине (Гомельская область, Беларусь), с портретом и биографией[5].
- Имя Н. А. Яковлева увековечено на двух братских могилах в Комарине и Галках.
- В честь Н. А. Яковлева в Галках (Брагинский район Гомельская область), где похоронен Герой, названа одна из улиц[6].